# مجلة كلية الآداب جامعة فاروق الأول
مجلة كلية الآداب جامعة فاروق الأول هي مجلة سنوية علمية مصرية سابقة مقرها مدينة الإسكندرية، كانت تصدرها كلية الآداب جامعة فاروق الأول في ذلك الوقت، والتي سُميت فيما بعد "كلية الآداب جامعة الإسكندرية"، تم نشر إجمالي 11 مجلدًا، وكانت تُصدر مرة واحدة في السنة، كانت المجلة مقسمة إلى قسم عربي وآخر أوروبي، مما سمح بنشر المقالات باللغات العربية والإنجليزية والفرنسية.
ومن حيث المحتوى، ركزت المجلة على الأحداث التاريخية، والترجمات العديدة، ودراسة أعمال العلماء العرب وكتاباتهم، بالإضافة إلى الفلسفة والشعر واللغات القديمة. كما تخصصت المجلة في مواضيع مختلفة تتعلق بمصر، مثل التاريخ والثقافة والتطور الاجتماعي.

## وصلات خارجية
- المجلد الرابع من المجلة.
- المجلدان السادس والسابع من المجلة.